# 주치홍
주치홍(朱治洪, 1994년 10월 25일 ~ )은 대한민국의 바둑 기사이다.

## 약력
서울 출신이다. 한종진 바둑도장에서 바둑을 공부했고 조한승 사범과 한상훈, 김세동, 한웅규 사범으로부터 지도를 받았다. 2019년 제24회 삼성화재배 월드 바둑마스터스 통합예선에 출전했고, 2020년 1월에 제145회 일반부 입단대회를 통해 양민석과 김세현, 곽원근, 최진원과 함께 프로 바둑에 입단했다. 2021년 1월 2단을 거쳐 같은 해 12월에 3단으로 승단했다.